# No denominacionalismo
Una persona u organización no confesional es aquella que no sigue (o no está restringida a) ninguna confesión religiosa particular o específica.
El término se ha utilizado en el contexto de varias religiones, incluido el jainismo, la fe bahá'í, el zoroastrismo, el unitarismo universalista, el neopaganismo, el cristianismo, el islam, el judaísmo, el hinduismo, el budismo, y la religión wicca. Está en contraste con una confesión religiosa. Las personas religiosas de confesión no confesional tienden a ser más abiertas en sus opiniones sobre diversos asuntos y decisiones religiosas. Algunos conversos a corrientes de pensamiento no denominacionales se han visto influenciados por disputas sobre enseñanzas tradicionales en las instituciones a las que asistieron anteriormente. El no-denominacionalismo también se ha utilizado como herramienta para introducir neutralidad en un ámbito público cuando la población local proviene de un amplio conjunto de creencias religiosas.